# Santa Teresita (Piura)
Santa Teresita es un caserío peruano ubicado en el distrito de La Matanza, perteneciente a la provincia de Morropón del departamento de Piura, al norte del Perú. 

## Ubicación
Santa Teresita se ubica al noroeste de la provincia de Morropón, en el distrito de La Matanza, en el departamento de Piura.

## Demografía
En 2017 Santa Teresita tenía una población de 112 habitantes.
| Gráfica de evolución demográfica de Santa Teresita entre 1993 y 2017 |
|                                                                      |
| Fuentes: Población 1993 y 2017                                       |